# 9 Sagittarii
9 Sagittarii (9 Sgr / HD 164794 / HR 6736) és un estel a la constel·lació de Sagitari de magnitud aparent +5,93. És membre del cúmul NGC 6530, estimant-se la seva distància en 5.150 anys llum —1.580 parsecs—; altres fonts la situen encara més lluny del sistema solar, a 5.800 anys llum.
9 Sagittarii és un estel de la seqüència principal de tipus espectral O4V. És un estel molt calent, amb una temperatura efectiva de 43.000 K. Extraordinàriament lluminós, llueix amb una lluminositat equivalent a 770.000 sols. Té un radi 16 vegades més gran que el radi solar i gira sobre si mateixa a gran velocitat; diversos estudis xifren la seva velocitat de rotació entre 102 i 128 km/s. És un estel extremadament jove de només 1,5 milions d'anys, per tant, comparativament, l'antiguitat del Sol és 3.000 vegades major.
Si bé habitualment va ser-hi considerat un estel simple, variacions en la velocitat radial de 9 Sagittarii van suggerir que podria ser binària espectroscòpica de llarg període. L'hipotètic estel acompanyant hauria de ser també de tipus O, i atès que no va poder ser resolt per interferometria de clapejat en un estudi que detecta binàries separades 0,0035 segons d'arc, es va suposar que la seva separació és menor; això correspondria a una distància real entre components inferior a 55 ua —considerant que s'hi trobara a 5.150 anys llum. Assumint que l'estel primari fos de tipus O4V amb una massa de ~ 55 masses solars, i el seu acompanyant seria de tipus O8V amb una massa de ~ 25 masses solars, el límit superior del període orbital, per a una òrbita circular, seria de 45 anys.
En un article publicat en l'edició de juny de 2012 de la revista Astronomy and Astrophysics es mostra com s'han pogut determinar finalment els paràmetres del sistema 9 Sagittarii mitjançant mesures espectroscòpiques realitzades durant un període bastant llarg. D'acord amb l'estudi, 9 Sagittarii està formada per un estel de tipus espectral O3.5V acompanyat per un altre de tipus espectral O5 o O5.5V 40%-50% menys brillant que el primari segons el tipus espectral que tinguera, movent-se els dos en una òrbita d'elevada excentricitat (0,7) que triguen 8,6 anys a completar